# Kuldre
Kuldre är en ort i Estland. Den ligger i Urvaste kommun och landskapet Võrumaa, i den södra delen av landet, 200 km sydost om huvudstaden Tallinn. Kuldre ligger 81 meter över havet och antalet invånare är 198.
Terrängen runt Kuldre är platt. Runt Kuldre är det glesbefolkat, med 14 invånare per kvadratkilometer. Närmaste större samhälle är Vana-Antsla, 4,4 km sydost om Kuldre. Trakten runt Kuldre består till största delen av jordbruksmark.